# Афанасьєв Віктор Вікторович
Ві́ктор Ві́кторович Афана́сьєв (нар. 31 липня 1992, смт Вилок, Виноградівський район, Закарпатська область, Україна — 29 квітня 2017, смт Зайцеве, Бахмутський район, Донецька область, Україна) — український десантник, солдат Збройних сил України, учасник російсько-української війни на сході України.

## Життєпис
Народився 1992 року на Закарпатті, в смт Вилок. Сирота, виховувався у Вовчинецькій школі-інтернаті. Закінчив Чорноострівський аграрний ліцей, смт Чорний Острів Хмельницького району. Мешкав у м. Хмельницький.
Під час російської збройної агресії проти України у травні 2014 року вступив на військову службу за контрактом.
Солдат, стрілець-помічник гранатометника 25-ї окремої повітряно-десантної бригади, в/ч А1126, смт Гвардійське, Дніпропетровська область.
Загинув 29 квітня 2017 року під час обстрілу взводного опорного пункту, з протитанкових гранатометів та стрілецької зброї, в районі смт Зайцеве на Горлівському напрямку.
Похований 4 травня на цвинтарі міста Виноградів.
Залишились прийомний батько, Василь Осадчук, — колишній військовий, сестра Тетяна, названа сестра Олена.

## Нагороди та вшанування
- Указом Президента України № 175/2017 від 5 липня 2017 року, за особисту мужність, виявлені у захисті державного суверенітету та територіальної цілісності України, самовіддане виконання військового обов'язку, нагороджений орденом «За мужність» III ступеня (посмертно)[3].
- 27 квітня 2018 року в смт Вилок на території Вилоцької селищної ради відкрили меморіальну дошку Віктору Афанасьєву[4][5].
- Розпорядженням голови Закарпатської ОВА вулицю Борканюка у селищі Вилок назвали іменем Віктора Афанасьєва.